# Cassinomagus

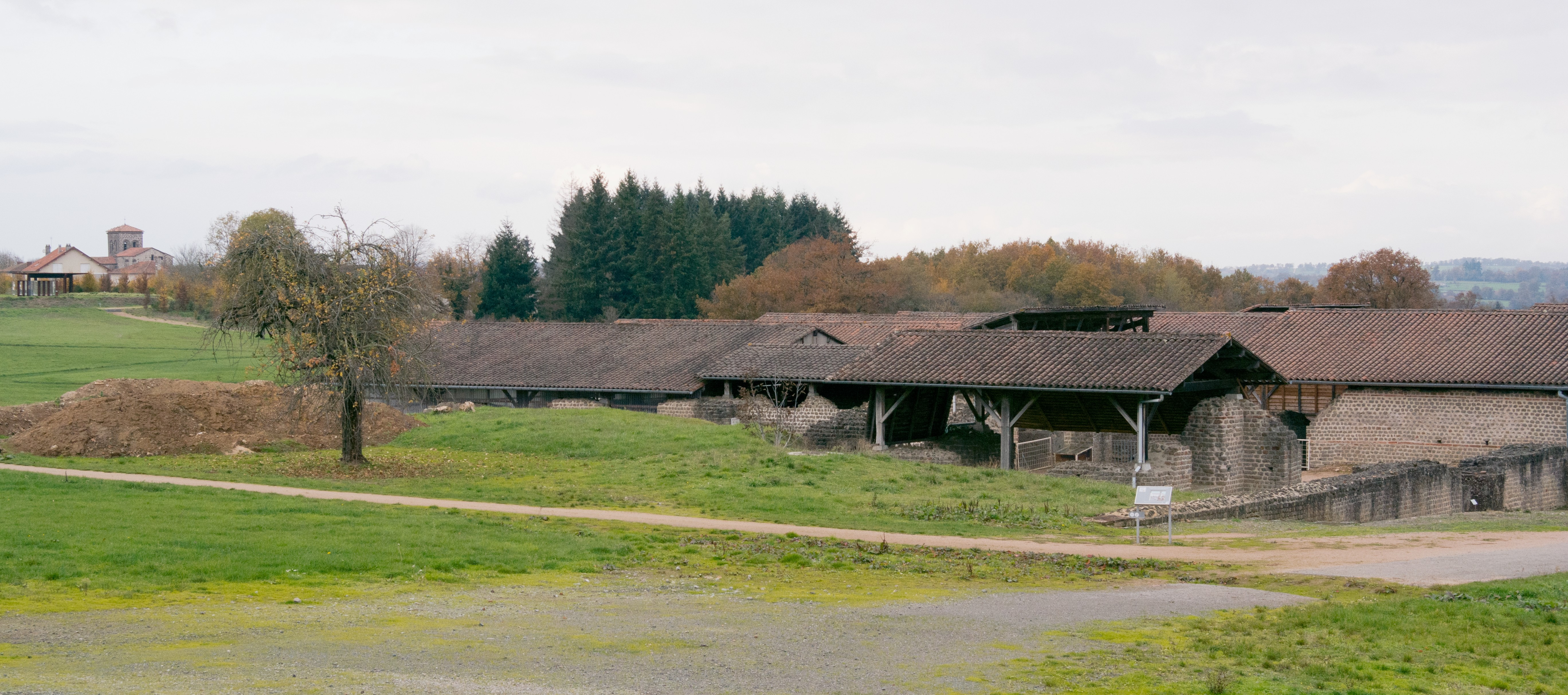
Cassinomagus – Ausgrabungsstätte

Cassinomagus ist der antike Name einer römischen Siedlung in Gallien, die sich heute auf dem Gebiet der Gemeinde Chassenon im Osten des Départements Charente befindet. Sie wurde zwischen dem 1. und 4. Jahrhundert n. Chr. errichtet und befindet sich nahe dem Fluss Vienne. Cassinomagus bestand aus den nicht mehr erhaltenen Wohn- und Geschäftsvierteln neben dem kultisch-religiösen Viertel, das aus nachgewiesenen drei Tempeln, einem Theater, einem Aquädukt und den gut erhaltenen Thermen bestand. Letztere können heute besichtigt werden; doch wurden auch die noch nicht oder nur in Teilen freigelegten Bauten als Monuments historiques eingestuft.

## Stadt Cassinomagus

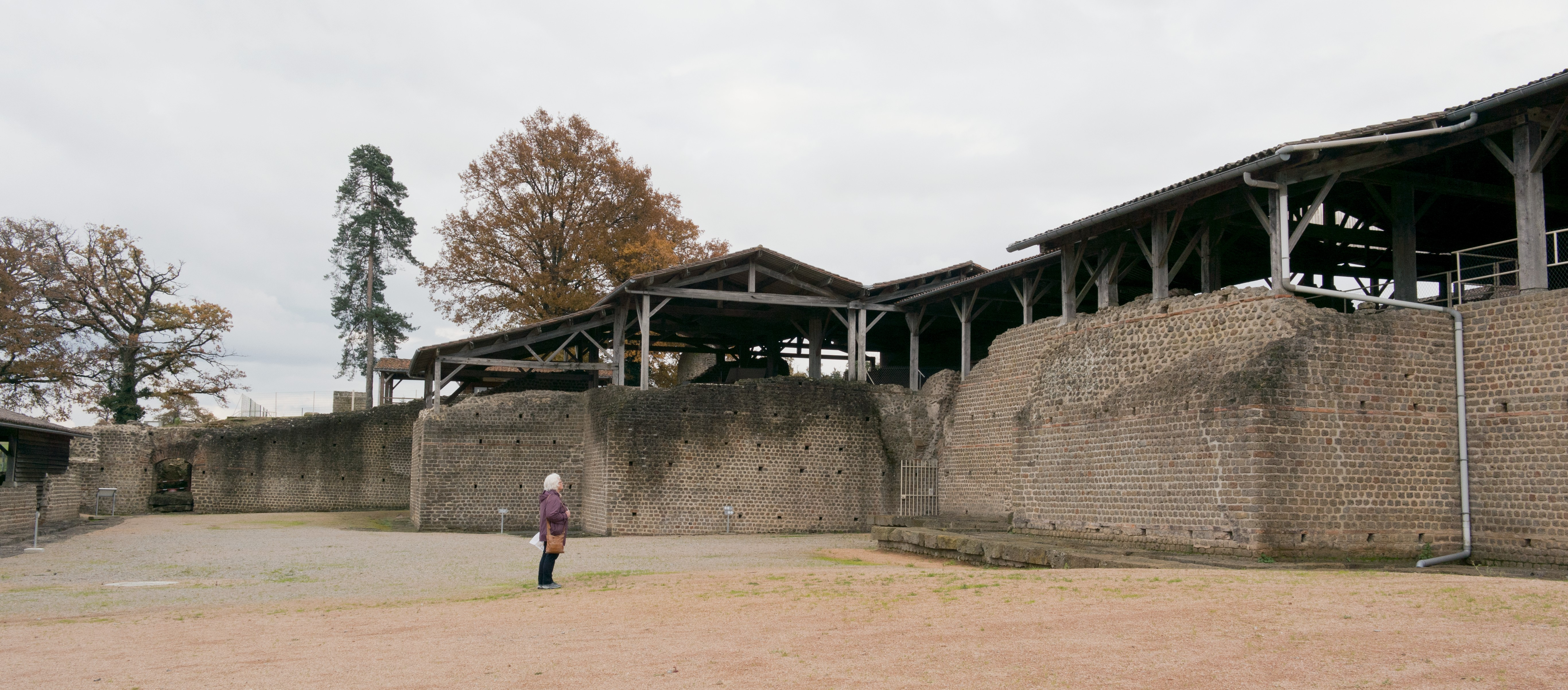
Mauern von Cassinomagus

Der Ort Cassinomagus wurde an der Kreuzung zweier wichtiger Handelswege und nahe der Grenze von zwei Provinzen errichtet. Den Thermalquellen muss eine heilende Wirkung zugesprochen worden sein, was durch die Verbindung mit dem Tempelkomplex verstärkt werden sollte.
Folgende Bauten zeugen von der Bedeutung des Ortes:
- Auf einem Podium von 50 m Durchmesser befand sich ein außen achteckiger und innen runder Tempel (18 m Durchmesser), dessen Höhe beachtlich gewesen sein muss
- Ein Theater, das nach der Auswertung von Luftaufnahmen 120 m Fassade gehabt haben kann
- Umfangreiche Thermenanlagen, deren bereits ausgegrabener Teil besucht werden kann

## Thermalbezirk

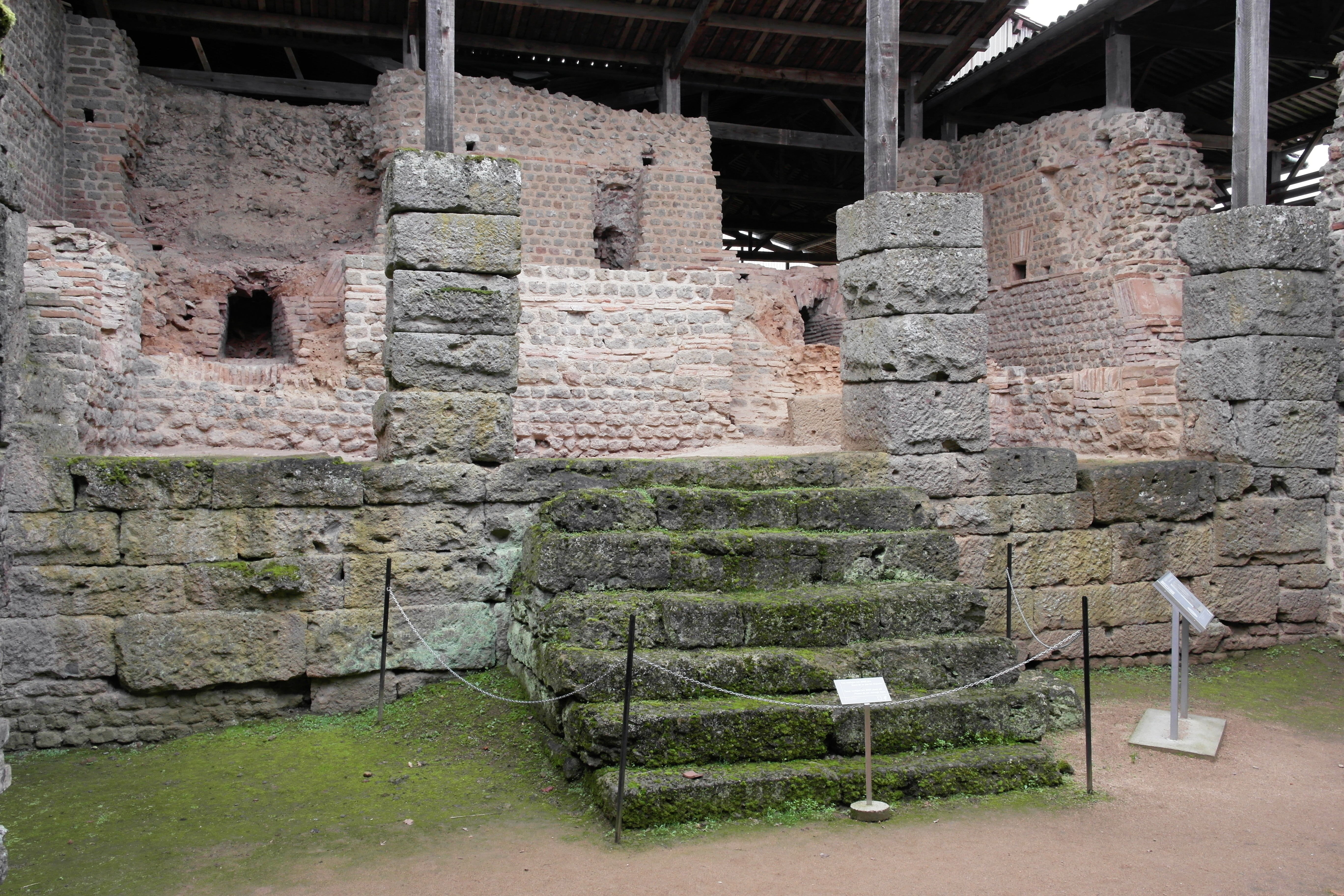
Teil der Thermen

Kranke nahmen nach ihrem Eintreffen im heiligen Bezirk von Cassinomagus vermutlich zuerst an Gottesdiensten im Tempel teil, bevor sie verschiedene Phasen der Thermaltherapie durchliefen. Diese umfasste das Durchschreiten von heißen und kalten Räumen sowie Bäder in den Schwimmbecken, wahrscheinlich begleitet von Massagen u. ä.

## Thermen
Die Thermen nahe der heutigen Siedlung Longeas wurden am Ende des 1. Jahrhunderts n. Chr. aus Steinen erbaut, die bei einem Meteoriteneinschlag entstanden. Über drei Jahrhunderte diente die Anlage als Kurtherme innerhalb des geistlichen Bezirks. Der Erhaltungsgrad ist außergewöhnlich, so sind stellenweise noch 7 m hohe Mauern vorhanden. Dem Besucher werden heute die früher öffentlich zugänglichen Räume für die Kurpatienten der Antike sowie die technischen Räumlichkeiten, die früher dem Personal vorbehalten waren, gezeigt.